# Dick Bush
Dick Bush est un directeur de la photographie prolifique dont la carrière s'étend sur plus de trente ans. Il est né le 2 décembre 1931 à Devonport (Devon) et décédé le 4 août 1997 dans le Devon. En 1980, il a été nommé pour un BAFTA de la meilleure photographie pour les Yankees. En 1982, il a été sélectionné pour un prix similaire par la British Society of Cinematographers pour Victor/Victoria. En 1996, il a été nommé pour un Prix Gémeaux pour la meilleure photographie dans une émission dramatique ou mini-série pour The Man in the Attic.

## Filmographie partielle
- La Bataille de Culloden (1964)
- Alice in Wonderland (en) (1966)
- Song of Summer (en) (1968)
- Quand les dinosaures dominaient le monde (When Dinosaurs Ruled the Earth) (1970)
- La Nuit des maléfices (The Blood on Satan's Claw) (1971)
- Les Sévices de Dracula (1971)
- Dracula 73 (1972)
- Savage Messiah (1972)
- Phase IV (1974)
- Mahler (1974)
- Tommy (1975)
- Le Convoi de la peur (1977)
- Psychose phase 3 (1978)
- Yanks (1979)
- One Trick Pony (1980)
- Victor Victoria (1982)
- À la recherche de la Panthère rose (1982)
- L'Héritier de la Panthère rose (1983)
- Philadelphia Experiment (1984)
- Natty Gann (1985)
- The Quick and the Dead (en) (1987) (Téléfilm)
- 1988 : Le Repaire du ver blanc
- 1989 : Little Monsters (1989)
- 1989 : Staying Together de Lee Grant
- 1991 : Dans la peau d'une blonde
- 1993 : Le Fils de la Panthère rose
- 1994 : Ultimate Betrayal (en) (Téléfilm)
- 1995 : The Man in the Attic (Téléfilm)